# 克利夫·利文斯顿
克利夫·利文斯顿（英語：Cleve Livingston，1947年5月24日—），美国男子赛艇运动员。他曾代表美国参加1968年和1972年夏季奥林匹克运动会赛艇比赛，其中1972年奥运会获得一枚银牌。

## 家庭
弟弟迈克·利文斯顿。